# Championnat du Portugal de futsal 2010-2011
 (signalé en juin 2025).
Si vous disposez d'ouvrages ou d'articles de référence ou si vous connaissez des sites web de qualité traitant du thème abordé ici, merci de compléter l'article en donnant les références utiles à sa vérifiabilité et en les liant à la section « Notes et références ».
- Archive Wikiwix
- Bing
- Cairn
- DuckDuckGo
- E. Universalis
- Gallica
- Google
- G. Books
- G. News
- G. Scholar
- Persée
- Qwant
- (zh) Baidu
- (ru) Yandex
- (wd) trouver des œuvres sur Wikidata

Le Championnat du Portugal de futsal est le championnat national portugais de futsal.
Le tenant du titre (2009/2010) est le Sporting CP après avoir battu SL Benfica en finale 3 matchs à 1. Au contraire du championnat Français où la finale se déroule en un match unique, au Portugal, la finale du championnat, dans un système de play-off à partir des 1/4 de finale, est remportée par la première équipe ayant remporté 3 rencontres, la finale pouvant ainsi aller jusqu'à 5 rencontres.
Cette saison (2010/2011), la finale opposait encore une fois le Sporting CP au SL Benfica, et pour la deuxième année consécutive, le Sporting CP a été sacré champion national, cette fois, en gagnant les trois premiers matchs, dans des matchs d'un suspense insoutenable.

## Les 14 équipes participantes
- Sporting CP
- SL Benfica
- CF Belenenses
- Instituto D. João V
- Módicus
- AD Fundão
- Boticas
- FJ Antunes
- Freixieiro
- AMSAC
- Vit. Olivais
- Rio Ave
- Mogadouro
- Alpendorada

### Quarts de finale
| Clubs      | Total | Clubs               | Match no 1 | Match no 2   | Match no 3 (si nécessaire) |
| ---------- | ----- | ------------------- | ---------- | ------------ | -------------------------- |
| FJ Antunes | (1-2) | SL Benfica          | 3-1        | 0-6          | 1-5                        |
| AD Fundão  | (2-0) | CF Belenenses       | 6-3        | 3-2 (a.p.)   |                            |
| Boticas    | (0-2) | Sporting CP         | 1-2        | 2-5          |                            |
| Módicus    | (0-2) | Instituto D. João V | 0-2        | 12-13 (a.p.) |                            |

- La sensation de ces quarts de finale est la qualification d'AD Fundão en deux matchs face à Belenenses, 3e de la phase régulière, et finaliste des éditions 2007-2008 et 2008-2009 du championnat.
- Le tenant du titre, le Sporting CP, s'est logiquement qualifié en deux matchs face à Boticas, malgré une petite frayeur lors du match retour quand le Sporting se retrouva mené 1-2 dans sa salle à l'approche de la fin du match, mais les joueurs d'Orlando Duarte ont enflammé la fin de match, en marquant quatre buts en l'espace de quelques minutes.
- Instituto D. João V s'est qualifié en deux matchs après un deuxième match extrêmement serré et palpitant.
- SL Benfica s'est fait peur en perdant le premier match face à FJ Antunes mais a pulvérisé son adversaire dans les deux matchs suivants à la Luz.

### Demi-finales
| Clubs               | Total | Clubs       | Match no 1 | Match no 2 | Match no 3 (si nécessaire) |
| ------------------- | ----- | ----------- | ---------- | ---------- | -------------------------- |
| AD Fundão           | (1-2) | Sporting CP | 2-1        | 2-3        | 1-5                        |
| Instituto D. João V | (1-2) | SL Benfica  | 2-1        | 2-8        | 1-2                        |

- Grandissimes favoris, les deux grands clubs de Lisbonne, et également les deux finalistes de la saison dernière (ainsi que les deux finalistes de la Coupe du Portugal de futsal de cette saison), ont eu beaucoup de peine dans ces demi-finales qui auraient pu accoucher d'une grande surprise.
- On imaginait le tenant du titre, le Sporting CP ne faire qu'une bouchée de Fundão, seulement 6e de la phase régulière, mais tombeur de Belenenses, 3e de la phase régulière à seulement 5 points du Sporting, en quarts de finale. La méfiance était de rigueur, et malgré une ouverture de score de Marcelinho pour le Sporting CP dès la 2e minute du match aller, c'est Fundão qui s'imposait à la maison grâce à deux buts inscrits en deuxième mi-temps dont un penalty. Au match retour, le Sporting n'avait pas le droit à l'erreur et se retrouva mené 0-2 sur son terrain après seulement 6 minutes de jeu. Le Sporting était alors éliminé, mais ses artistes se réveillèrent, après un premier but de Caio Japa, le Sporting renversait le match grâce à deux buts fantastiques d'Alex et Leitão. La "belle" devenait une formalité du Sporting qui faisait enfin parler sa supériorité, avec entre autres un superbe but de Divanei, considéré par beaucoup comme l'un des artistes de ce championnat.
- Du côté des "Aigles" de SL Benfica, même contre-performance que le Sporting lors du match aller à l'extérieur. Grâce à un doublé de son brésilien Nino, Instituto D. João V s'imposait 2-1. Au deuxième match, les hommes d'André Lima faisaient parler la poudre en égalisant dans la confrontation, et surtout, en inscrivant la bagatelle de 8 buts. Le troisième match décisif fut en revanche beaucoup plus indécis, Benfica ne prenait l'avantage qu'à trois minutes de la mi-temps, et les visiteurs faisaient frémir la Luz en revenant à 2-1 avec encore sept minutes à jouer. Finalement, Benfica tenait bon sa finale face à son grand rival. Malgré de la souffrance, la logique fut finalement respectée.

### Finale
| Clubs      | Total | Clubs       | Match no 1 (11/06)    | Match no 2 (12/06) | Match no 3 (18/06) |
| ---------- | ----- | ----------- | --------------------- | ------------------ | ------------------ |
| SL Benfica | (0-3) | Sporting CP | 4-4 a.p. (0-3 t.a.b.) | 2-4                | 4-5 a.p.           |

Règles
- Le premier qui remporte trois matchs est sacré Champion National, la finale peut donc potentiellement comporter jusqu'à cinq rencontres.
- Les deux premiers matchs ont lieu sur le terrain de Benfica grâce à sa position de leader lors de la phase régulière
- Le troisième match (et un éventuel quatrième) aura lieu sur le terrain du Sporting CP
- Un éventuel cinquième match aurait lieu sur le terrain de SL Benfica

### Finale (matchno1) Benfica 4-4 a.p. Sporting (0-3 aux tirs au but)
Samedi 11 juin 2011, le match no 1 de la finale du championnat du Portugal de futsal 2010-2011 a accouché de l'un des plus incroyable match de l'histoire du futsal portugais concernant le scénario, cela a finalement souri au Sporting qui a pris un avantage intéressant. Dans un match extrêmement serré et tendu (0-0 à la mi-temps), Benfica pensait prendre un avantage définitif en ouvrant le score à 5 minutes de la fin sur une jolie frappe de César Paulo, mais le Sporting passait avec un "gardien de but avancé" et égalisait à 2 minutes de la fin au terme d'une jolie action collective conclue par Djô. Dans les prolongations, le Sporting payait au prix fort d'avoir dépassé les cinq fautes, et Joel Queirós, le meilleur buteur de Benfica, convertissait 2 de ses 3 tentatives seul face au gardien, Benfica se dirigeait alors vers une victoire certaine en menant 3-1.
Mais le match allait accoucher de deux dernières minutes totalement folles. Divanei réduit l'écart pour le Sporting, les "lions" reprenaient espoir mais dans l'action suivante, Benfica gelait les espoirs du Sporting en reprenant un avantage de deux buts (4-2). Il restait environ une minute au Sporting pour remonter deux buts, chose à priori impossible. C'est alors que les hommes d'Orlando Duarte retrouvèrent des ressources incroyables. Une superbe action collective était conclue par Divanei qui s'offrait le doublé, le talentueux no 8 du Sporting, buteur lors des quatre matchs de la finale de la saison dernière, redonnait espoir au Sporting. Les "lions" jetaient toutes leurs forces dans la bataille, et à 9 secondes de la fin (!), Marcelinho, transfuge de Belenenses, en deux temps, offrait une égalisation improbable au Sporting Clube de Portugal (4-4).
- 1-0 César Paulo (36e)
- 1-1 Djô (38e)
- 2-1 Joel Queirós (42e)
- 3-1 Joel Queirós (47e)
- 3-2 Divanei (48e)
- 4-2 Diego Sol (49e)
- 4-3 Divanei (49e)
- 4-4 Marcelinho (50e)

Lors de la séance de tirs au but, les joueurs de Benfica, démoralisés par cette remontée du Sporting, se heurtèrent à un très grand João Benedito, gardien et capitaine du Sporting qui repoussait les trois tirs au but de Benfica. De leur côté, les joueurs du Sporting transformèrent leurs trois tirs au but pour un score de 3-0 dans la séance.

### Finale (matchno2) Benfica 2-4 Sporting
Dimanche, le Sporting a pris un avantage conséquent en s'imposant de nouveau sur le terrain de Benfica, cette fois durant le temps réglementaire, sur le score de 4-2. Encore une fois, les dernières minutes ont été complètement folles puisqu'il y avait encore 1-1 à quelques instants du terme de la rencontre. Leitão a été le héros de la rencontre avec un triplé.
- 0-1 Leitão (18e)
- 1-1 Arnaldo (27e)
- 1-2 Leitão (39e)
- 1-3 Leitão (40e)
- 2-3 Marinho (40e)
- 2-4 Alex (40e)

### Finale (matchno3) Sporting 5-4 a.p. Benfica
Après avoir gagné les deux premiers matchs sur le terrain de Benfica, le Sporting CP avait une belle occasion d'être sacré champion national sur son terrain dès le troisième match. La rencontre a suscité un grand engouement, les places mises en vente aux guichets du stade José Alvalade XXI (Sporting) sont toutes parties en moins de cinq heures dès le premier jour de mise en vente, tandis que les pages défilaient à une vitesse record sur les forums Internet consacrés à ce sujet.
À l'image des deux premières rencontres, les spectateurs ont assisté à un scénario totalement fou. Alors que le Sporting était favori pour en terminer avec le championnat, à la surprise générale, le score affichait 0-3 après seulement 16 minutes. Benfica était parti pour forcer un quatrième match, dès le lendemain à Loures. Mais c'était sans compter le réveil des hommes d'Orlando Duarte qui allaient retourner le Pavilhão Paz e Amizade en marquant 3 buts en seulement 10 minutes (répartis sur les deux mi-temps). Cette superbe remontée forçait les prolongations, où les "lions" du Sporting inscrivaient deux nouveaux buts dans un délire générale. Le Sporting venait d'inscrire 5 buts consécutifs pour passer de 0-3 à 5-3. Et ce n'est pas un but contre son camp de João Matos à deux minutes de la fin qui allait changer leur destin.
- 0-1 Joel Queirós (5e)
- 0-2 César Paulo (14e)
- 0-3 César Paulo (16e)
- 1-3 Marcelinho (17e)
- 2-3 Marcelinho (25e)
- 3-3 Alex (26e)
- 4-3 Leitão (44e)
- 5-3 Pedro Cary (47e)
- 5-4 João Matos (48e, csc)